# Lietuvos aidas
Lietuvos Aidas (l'écho de Lituanie) est un quotidien lituanien créé le 6 septembre 1917 par Antanas Smetona. Il fut l'organe officieux du gouvernement du nouvel état lituanien.

## Historique
Quand ce dernier évacue Vilnius pour Kaunas (capitale provisoire de l'état entre 1922 et 1939), le journal cesse sa publication. Il reparaît  en 1928 et devient le journal le plus populaire de Lituanie, jusqu'à ce que la seconde Guerre mondiale interrompe sa diffusion. En 1990, après la Déclaration d'indépendance de la Lituanie et son retrait de l'Union soviétique, le journal redevient l'organe officiel du Conseil suprême de la république de Lituanie. Les années suivantes, il perd progressivement son lectorat et subit des difficultés économiques en 2007.